# 施瓦岑施泰因山 (齊勒塔爾阿爾卑斯山脈)

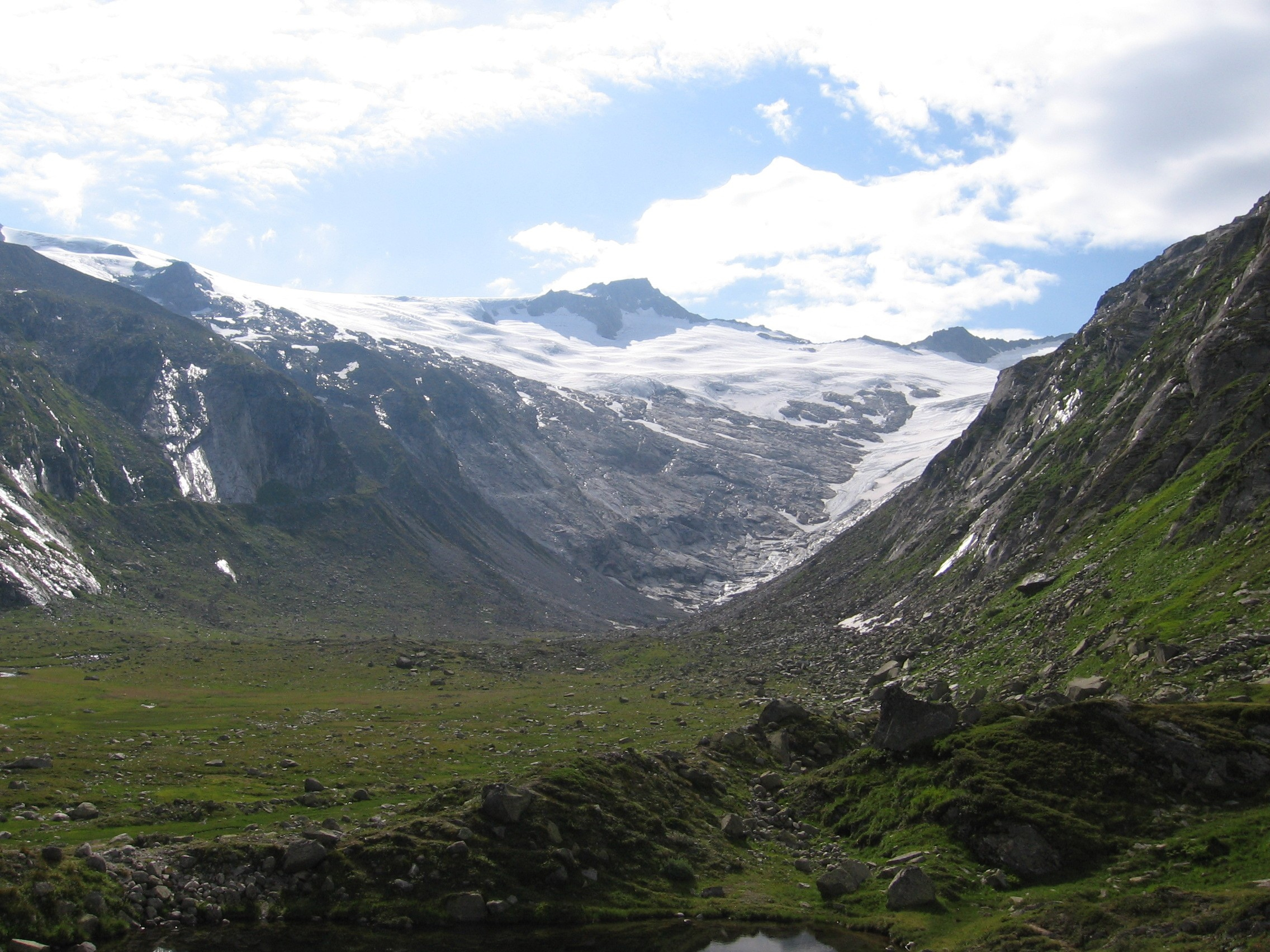

47°1′N 11°52′E / 47.017°N 11.867°E
施瓦岑施泰因山（德語：Schwarzenstein），是南歐的山峰，位於奥地利和意大利接壤的邊境，屬於齊勒塔爾阿爾卑斯山脈的一部分，海拔高度3,368米，人類在1852年首次登頂。